# تشانغ يوي
تشانغ يوي (بالصينية: 张越) (30 سبتمبر 1990 بتيانجين في الصين - ) هي لاعبة كرة قدم صينية في مركز حراسة المرمى، شاركت في الألعاب الأولمبية الصيفية 2016. وشاركت مع منتخب الصين الوطني لكرة القدم للنساء.

## وصلات خارجية
- تشانغ يوي على موقع الاتحاد الدولي (مؤرشف)  (الإنجليزية)
- تشانغ يوي على موقع الاتحاد الأوربي (الإنجليزية)
- تشانغ يوي على موقع قاعدة بيانات كرة القدم.إي يو (الإنجليزية)
- تشانغ يوي على موقع Soccerway.com (الإنجليزية)
- تشانغ يوي على موقع أوليمبيديا (الإنجليزية)
- تشانغ يوي على موقع اللجنة الأولمبية الصينية (الإنجليزية)